# Информација
Информација (краће инфо) јесте оно што информише, тј. оно из којег подаци могу бити изведени. Информација је пружена било као садржај поруке или преко директног или индиректног посматрања нечега. Оно што је опажено може бити конструисано као порука у властитом праву, и у том смислу, информација се увек преноси као садржај поруке. Информација може бити кодирана у различитим облицима за пренос и интерпретацију. На пример, информација може бити кодирана у знакове и пренесена путем сигнала.
У информатици су основни појмови информација, као феномен и комуникација као процес. Интуитивна представа тих појмова је позната, али њихова научна заснованост и интерпретација припада информатичкој науци. Информација је постала релевантан појам за све науке које се баве симболичком комуникацијом у распону од математике до рачунарске науке, или од логике до лингвистике, односно од електронике до библиотекарства, као и од хуманистичких наука и уметности до документалистике, али и од друштвених наука до медицине и др. То је информацији дало интердисциплинарну димензију, јер је свака наука покушала и још покушава да протумачи тај комплексан појам. Све ово указује да појам информација није лако схватити нити једноставно протумачити.
Информација је реч латинског порекла in formare и изворно је значила стављање у одређену форму, односно, давање облика нечему, али је током времена изгубила првобитно значење.
У термодинамици, информација је било која врста догађаја који утиче на стање динамичког система који може интерпретирати информацију.
Информација разрешава неизвесност. Несигурност догађаја се мери њеном вероватноћом настанка и обрнуто пропорционално томе. Што више неизвестан догађај, више информација је потребно за решавање неизвесности тог догађаја. Бит је типична јединица информације, али и остале јединице попут ната може бити кориштена. На пример: informacija je jedan „fer“ окретај новчића:  = 1 бит, а у два окретаја новчића су  = 2 бита.
Данас нема јединственог приступа феномену информације, а још мање једнозначне и опште прихваћене дефиниције информације:
- „Људи су творци и носиоци информација“,
- „Информација мора, пре свега, да има одређени смисао, она мора бити носилац значења“,
- „Информација је све оно што даје нове податке, или нова обавештења о некој чињеници или неком догађају, који нису били раније познати“,
- „Информације су они делови вести који за примаоца имају вредност новости и који му омогућавају да боље изврши своје задатке“,
- „Информације су сазнања која постају доступна помоћу средстава комуникација, а поседују обавештајну вредност“,
- "... садржај оног што размењујемо са спољним светом док му се прилагођавамо и док утичемо на њега“,
- "... свесна или циљна организованост података“...

У универзитетској литератури најчешће дефиниције појма информација су :
- „Информација је инкремент знања“, њеним постојањем је наше знање о нечему увећано
- „Информација је значење које додељујемо податку“
- „Информација је скуп података у неком контексту“

Разлика између податка и информације
Важно је направити разлику између податка и информације, појмова који се често поистовећују. На пример, број 6 је податак и он као такав нема посебно значење, међутим, „Сада је 6 часова“ је информација, јер је податку додељено неко значење. Тако можемо увидети да се информација састоји од податка и значења које му је додељено.

## Етимологија
Енглеска реч је изведена из латинске основе (information-) номинатива (informatio): та именица је изведена из глагола informare (информисати) са значењем „дати форму уму“, „дисциплиновати“, „подучити“, „предавати“. Само inform долази (преко француског informer) од латинског глагола informare, који значи дати облик, или формулисати идеју. Осим тога, сам латински је већ садржао реч informatio са значењем концепт или идеја, мада мера у којој је то утицало на развој речи information у енглеском није јасна.
Старогрчка реч за форму је μορφή (morf) и такође εἶδος (eidos) „врста, идеја, облик, скуп“. Каснија реч је позната по својој потоњој Платоновој (и касније Аристотеловој) употреби у техничком филозофском смислу за означавање идеалног идентитета или суштине нечега (види теорију форми). „Еидос“ се такође може везати за мисао, предлог, или чак концепт.
Старогрчка реч за информацију је πληροφορία, која је транслитерација (plērophoria) за πλήρης (plērēs) „потпуно“ и φέρω (phorein) учестало од (pherein) спровести. То дословно значи „потпуно се односи“ или „преноси у целости“. У модерном грчком језику реч Πληροφορία је још увек у свакодневној употреби и има исто значење као реч информација у енглеском. Нажалост библијски учењаци су превели (plērophoria) као „потпуна увереност“ креирајући конотацијско значење речи. Осим њеног примарног значења, реч Πληροφορία као симбол има дубоке корене у Аристотеловом семиотичком троуглу. У том погледу она се може интерпретирати да комуницира информацију једног декодирања специфичног типа знака. То је нешто што се често дешава са етимологијом многих речи у античком и модерном грчком језику кад постоји веома јак денотативан однос између даваоца значење, нпр. реч симбол која саопштава специфичну кодирану интерпретацију, и означеног, нпр. концепта чије значење интерпретатор покушава да декодира.

## Значења информација
Концепт информација је порука има различита значења у различитим контекстима. Тако је концепт информација постао уско везан за појмове ограничење, комуникација, контрола, податак, форма, едукација, знање, значење, разумевање, стимулација, образац, перцепција, репрезентација као и ентропија.

## Информацијско доба
Многи људи говоре о информацијском добу као уводу за доба знања или друштво знања, о информацијском друштву, информацијској технологији па иако су информатика, наука о информацији и рачунарство често у средишту пажње, реч „информација“ је често кориштена без обраћања одговарајуће пажње на различита значења која је попримила.

## Информација као порука
С појмом информација сусрећемо се у најразноврснијим ситуацијама, од употребе у свакодневном животу до оне у специјализованим научним подручјима. Она представља основно обележје информацијског доба, информацијске науке, технологије и друштва. Од мноштва значења која поседује, у овом делу обрађен је онај аспект информације који је повезује с концептом поруке. Будући да се податак и информација неретко користе као синоними, важно је направити дистинкцију између њих. Наиме, дефиниција информације гласи да су то подаци стављени у значењски контекст, док је податак изван контекста. Другим речима, податак је бескористан све док не преноси неку информацију.
Према следећој дефиницији информација је скуп знакова који приматељу нешто значе, односно откривају нешто ново. Информација је појам с много значења зависно од контекста, али је по правилу уско повезана с концептима као што су значење, знање, перцепција, инструкција, комуникација и разни ментални процеси. Једноставно речено, информација је примљена и схваћена порука. Али пре свега, она је резултат процесовања, манипулисања и организовања података на начин да исти надограђују знање особе која информацију прима.
Комуникацијска теорија је нумерички приказ несигурности исхода. Повезујемо је с ентропијом информације, а самим тим и са релевантношћу поруке, тј. колико нам је дата информација од користи.

## Особине информације
С друге стране, порука је материјализовани облик информације. Основна особина поруке јесте да је информативна, односно да ономе коме је намењена (приматељу) пружа неку (нову) информацију.
Информација је увек о нечему те у том смислу може бити лажна или истинита. Да би била што пертинентнија и сврсисходнија важно је да сви учесници у комуникацијском каналу поседују одређено предзнање о датој материји. Иако теорија разматра и моделе који уз приматеља нужно подразумевају постојање пошиљаоца и стога не придају важност идеји да информација може произаћи из околине, потребно је напоменути да се на информацију и поруку не сме гледати у строго лингвистичком контексту, јер чак и бука која омета ток комуникације даје одређену информацију.

## Информационо-теоретски приступ
Са гледишта информационе теорије, информација се узима као уређена секвенца симбола из алфабета, рецимо као улазни алфабет χ, и излазни алфабет ϒ. Обрада информације се састоји од улазно-излазне функције која мапира било коју инпутну секвенцу из χ у излазну секвенцу из ϒ. Мапирање може да буде пробабилистичко или детерминистичко. Оно може да користи меморију или да се обавља без употребе меморије.

## Сензорни инпут
Често се на информације може гледати као на тип улаза у организам или систем. Постоје две врсте улаза; неки улази су сами по себи важни за функционисање организма (на пример, храна) или система (енергија). У својој књизи Сензорна екологија Дусенберy их назива узрочним улазима. Други улази (информације) су важни само зато што су они везани за узрочне улазе и могу да се користе за предвиђање појаве узрочних улаза у будућности (или можда на неком другом месту). Неке информације су важне зато што су везане за друге информације мада коначно мора да постоји веза са узрочним улазом. У пракси, информација се обично преноси путем слабих стимулуса који морају да буду детектовани путем специјализованих сензорних система и појачани енергијом улаза пре него што постану функционални за организам или систем. На пример, светлост је често узрочни улаз биљака, док она пружа информације животињама. Обојена светлост рефлектована са света је сувише слаба да изврши знатан фотосинтетички рад, док је визуелни систем пчеле детектује и пчелин нервни систем користи ту информацију за навођење на цвет, где пчела често налази нектар или полен, узрочне улазе који имају нутрициону функцију.

## Репрезентација и комплексност
Когнитивни научник и примењени математичар Роналдо Виго тврди да је информација концепт који садржи бар два сродна ентитета да би имао квантитативни смисао. То су, било која димензионо дефинисана категорија објекта С, и било који од њених подскупова Р. Р је у суштини репрезентација С, или, другим речима, она исказује репрезентативну (и стога, концептуалну) информацију о С. Виго затим дефинише количину информације коју Р саопштава о С као брзину промене комплексности С кад год се објекти у Р одвоје од С. Под „Виговом информацијом“, патерн, инваријантност, комплексност, репрезентација, и информација — пет фундаменталних чинилаца универзалне науке — су уједињени у новом математичком оквиру. Између осталог, оквир има за циљ превазилажење ограничења Шанон-Веаверове информације при покушају карактеризације и мерења субјективне информације.

## Утицај који доводи до трансформације
Информација је било који тип обрасца који утиче на формирање или трансформацију других образаца. У том смислу, не постоји потреба за свесним умом да би се опазио, а још мање ценио, патерн. Пример тога је ДНК. Секвенца нуклеотида је патерн који утиче на формирање и развој организма, без потребе за свесним умом.
Теорија система понекад изгледа да се односи на информацију у том смислу, подразумевајући да информацији није неопходно да укључује свестан ум, и патерни који циркулишу (услед повратне спреге) у систему се могу назвати информацијом. Другим речима, може се рећи да је информација у том смислу нешто што се потенцијално доживљава као репрезентација, мада није креирана или презентирана ради тога. На пример, Грегорy Батесон дефинише „информацију“ као „промену која прави разлику“.
Ако, међутим, претпоставка „утицаја“ подразумева да је информација била спозната свесним умом и исто тако интерпретирана њиме, специфични контекст асоциран са том интерпретацијом може да узрокује трансформацију информације у знање. Комплексне дефиниције „информације“ и „знања“ чине такве семантичке и логичке анализе тешким, мада је услов „трансформације“ важна тачка у студији информације пошто се односи на знање, посебно у пословној дисциплини управљања знањем. У тој пракси се користе алати и процеси који помажу информацијском стручњаку у обављану истраживања и доношења одлука, укључујући кораке као што су:
- преглед информација како би се ефикасно извеле вредности и значења
- референцирање метаподатака, ако су доступни
- успостављање релевантног контекста, често одабраног међу многим могућим контекстима
- извођење новог знања из информације
- доношење одлука или препорука и резултирајућег знања.

Стјуарт (2001) тврди да је трансформација информације у знање критична, да лежи у сржи вредности стварања и компетитивне предности модерних предузећа.
Дански речник информационих термина тврди да информација једино пружа одговор на постављено питање. Да ли одговор пружа знање зависи од информисане особе. Стога уопштена дефиниција концепта треба да буде: „Информација“ = Одговор на специфично питање.
Кад Маршал Меклухан говори о медијима и њиховом утицају на људске културе, он говори о структури артефаката који дају облик нашем понашању и начину размишљања. Такође, за феромоне се често каже да су „информација“ у том смислу.

## Својство у физици
Информација има добро дефинисано значење у физици. Године 2003. Јакоб Бекенштајн је тврдио да је растући тренд у физици да се дефинише физички свет као да се састоји од самих информација (и стога су информације дефинисане на тај начин) (погледајте дигиталну физику). Примери тога обухватају феномен квантне преплетености, где могу да се формирају интеракције без обзира на њихово растојање или брзину светлости. Сама материјална информација не може да путује брже од брзине светлости, чак ни кад је та информација индиректно трансмитована. То може да доведе до покушаја физичког уочавања успоравања преплетених честица, чак и кад честице нису повезане на било који начин осим информације коју носе.
Универзална математичка хипотеза сугерише нову парадигму, по којој се виртуално све, од честица и поља, преко биолошких ентитета и свести, со самог мултиверзума, може описати математичким патернима информације. По истом принципу, космичка празнина се може сматрати одсуством материјалне информације у простору (изузимајући виртуалне честице које настану и нестану услед квантних флуктуација, као и гравитационо поље и тамну енергију). Ништавност се онда може разумети као нешто у чему простор, време, енергија, материја или било који други тип информације не може да постоји, што би било могуће ако се симетрија и структуре прекину у многострукости мултиверзума (и.е. многострукост би имала расцепе или рупе).
Још један линк је демонстриран Максвеловим демоном путем експеримента. У том експерименту, директни однос између информације и другог физичког својства, ентропије, је демонстриран. Последица је да је немогуће да се уништи информација без повећања ентропије система; у практичном смислу то обично значи генерисање топлоте. Још један филозофски исход је да се информација може сматрати разменљивом са енергијом. Toyabe et al. су експериментално показали да се информација може конвертовати у рад. Стога у студији логичких капија, теоретска нижа граница термалне енергије ослобођене AND капијом је већа од вредности за NOT капију (зато што је информација уништена у AND капији, и једноставно конвертована у NOT капији). Физичка информације је од посебног значаја у теорији квантних рачунара.
У термодинамици, информација било ког типа догађаја може да утиче на стање динамичког система који може да интерпретира информацију.

## Примена информацијских студија
Информацијски циклус (гледан као целина или у виду његових компоненти) је од велике важности за информациону технологију, информационе системе, као и за информацијску науку. Та поља се баве процесима и техникама везаним за снимање информације (путем сензора) и генерисање (путем прорачуна), обраде (укључујући кодирање, енкрипцију, компресију, пакирање), преноса (укључујући све телекомуникационе методе), презентације (укључујући визуализационе / дисплеј методе), складиштења (укључујући магнетске, оптичке, холографске методе), etc. Информација не престаје да постоји, она једино може да буде оштећена изван сваке могућност претраживања.
Информациона визуелизација (скраћено InfoVis) је зависна од рачунања и дигиталне репрезентације података, и она помаже корисницима у препознавању патерна и у детекцији аномалија.
- Рарцијална мапа Интернета, на којој чворови представљају ИП адресе
- Галактичка дистрибуција материје (укључујући тамну) у кубној секцији Свемира
- Информација уграђена у апстрактни математички објекат са нуклеусом ломљења симетрије
- Визуелна репрезентација чудног атрактора, са конвертованим подацима његове фракталне структуре

Информацијска сигурност (скраћено InfoSec) је текући процес вршења провера ради заштите информације, и информационог система, од неовлаштеног приступа, употребе, разоткривања, деструкције, модификације, дисрупције или дистрибуције, путем алгоритама и процедура чији је фокус на надзору и откривању, као и респонсу на инциденте и поправци.
Информацијска анализа је процес инспекције, трансформације, и моделовања информације, путем конвертовања сирових података у делотворно знање, у подршци процеса одлучивања.
Информацијска комуникација представља конвергенцију информатике, телекомуникација и аудио-визуелних медија и садржаја.

## Технолошки посредована информација
Процењује се да је светски технолошки капацитет складиштења информација порастао са 2,6 (оптимално компримованих) ексабајта у 1986. години – што је информациони еквивалент од мање од једног 730 MB CD-ROM по особи (539 MB по особи) – до 295 (оптимално компримованих) ексабајта у 2007. години. То је информациони еквивалент од скоро 61 CD-ROM по особи у 2007. години.
Светски комбиновани технолошки капацитет примања информације путем једностраних емисионих мрежа је био информациони еквивалент од 174 новина по особи на дан у 2007. години. Светски комбиновани ефективни капацитет размене информација путем двосмерних телекомуникационих мрежа је био информациони еквивалент 6 новина по особи на дан у 2007. години.

## Записи
Записи су специјализоване форме информације. Есенцијално, записи су информације произведене свјесно или као нуспродукти пословних активности или трансакција и задржани због њихове вредности. Њихова вредност је првенствено као евиденција активности организације, мада они могу да буду задржани и због њихове информационе вредности. Добро управљање записима осигурава очување интегритета рекорда колико год дуго је то неопходно.
Интернационални стандард управљања рекордима, ISO 15489, дефинише рекорде као „информацију креирану, примљену, и одржавану као евиденција и информација од стране организације или особе, у складу са законским обвезама или начином обављања посла“. Интернационални комитет о архивирању (ICA), одбор о електронским записима дефинише рекорд као „специфични део снимљене информације која је генерисана, сакупљена или примљена током иницијације, спровођења или комплетирања активности и која садржи довољан контент, контекст и структуру да служи као доказ или евиденција те активности“.
Записи се могу одржавати да би се задржала корпорациона меморија организације или испунили правни, фискални или рачуноводствени захтеви наметнути организацији. Willis (2005) је изразио мишљење да добро управљање пословним записима и информацијом омогућава „... шест кључних захтева доброг пословног управљања ... транспаренцију; одговорност; прописани поступак; усклађеност; испуњавање статутарних и законских захтева; и сигурност личних и пословних информација.“

## Семиотика
Бејнон-Дејвис објашњава вишестрани концепт информације у смислу знакова и сигнално знаковних система. Сами знаци се могу разматрати у смислу четири међусобно зависна нивоа или грана семиотике: прагматика, семантика, синтакса, и емпирика. Та четири нивоа служе за везивање друштвене речи на једној страни са физичком или техничком речи на другој.
Прагматика се бави смислом комуникације. Прагматика повезује питање знакова са контекстом у оквиру којег се знаци користе. Фокус прагматике је на намерама живих агената који су у основи комуникативног понашања. Другим речима, прагматика повезује језик са делом.
Семантика се бави смислом поруке пренесене у комуникативном чину. Семантика разматра контекст комуникације. Семантика је студија значења знакова - асоцијације између знакова и понашања. Семантика се може сматрати изучавањем везе између симбола и њихових референата или концепата – посебно начина на који се знаци односе на људско понашање.
Синтакса се бави формализмима који се користе за представљање поруке. Синтакса као област изучава форме комуникације у погледу логике и граматике система знакова. Синтакса је више посвећена изучавању форме него контента знакова или знаковних система.
Емпирика је изучавање сигнала који се користе за преношење поруке; физичке карактеристике медијума комуникације. Емпирика је посвећена изучавању комуникационих канала и њиховој карактеризацији, нпр. звуку, светлу, електронској трансмисији etc.
Nielsen (2008) дискутује однос између семиотике и информације у контексту речника. Концепт лексикографских информационих трошкова је уведен и односи се на напоре које корисник речника мора да направи да би, прво, нашао тражене податке и, друго, разумео податке тако да они могли да произведу информацију.
Комуникација нормално постоји унутар контекста неке друштвене ситуације. Друштвена ситуација поставља контекст за саопштавање намера (прагматика) и форму у којој долази до комуникације. У комуникационим ситуацијама намере се изражавају путем порука које се састоје о колекција међусобно повезаних знакова узетих из језика који оба учесника комуникације разумеју. Узајамно разумевање подразумева да учесници владају датим језиком у смислу његове договорене синтаксе (синтактика) и семантике. Пошиљалац кодира поруку у језику и шаље је у виду сигнала путем неког комуникационог канала (емпирика). Изабрани комуникациони канал има наследна својства која условљавају исходе, као што је брзина којом се комуникација може одвијати и растојање на коме до ње може доћи.